# 阿速台
阿速台（?—?），元宪宗蒙哥次子，母奎帖尼贵妃。
忽必烈和阿里不哥争位，阿速台支持阿里不哥。察合台后王阿鲁忽大败阿里不哥将哈剌不花，于是恃胜轻敌，还驻亦剌八里，不设防。阿速台率所部袭击阿鲁忽，入自铁门，夺阿力麻里城。至元元年（1264年），阿速台与弟昔里吉、玉龙答失降忽必烈，忽必烈赦免了他。《史集》记载有阿速台四子，《元史》107卷记载阿速台无子。

## 资料来源
- 《元史·宗室世系表》
- 《新元史》